# Стефка Минева
Стефка Минева е българска оперна певица, мецосопран.

## Биография
Родена е на 17 май 1949 г. в Стара Загора в семейството на оперните певци Миньо Минев и Йовка Бунарджиева. Завършва Вокалния факултет на Държавната консерватория в класа на проф. Сима Иванова и проф. Илия Йосифов. Дебютните си роли прави през 1972 г. в операта в Стара Загора. През 1976 г. получава Втора награда на Международния конкурс за млади оперни певци в София, а през 1977 г. Награда на публиката от Международния оперен и балетен конкурс в Остенде, Белгия. Същата година се присъединява към солистите на Софийската опера. През 1981 г. триумфира на певческия конкурс в Рио де Жанейро.
Репертоарът на Минева включва всички големи мецосопранови партии от оперите на Верди, Белини, Доницети, Бизе, Росини, Пучини, Вагнер, Чайковски, Римски-Корсаков, както и ролите в български творби, сред които Мария в „Ивайло“ от Марин Големинов, Сара в „Мария Дисислава“ от Парашкев Хаджиев, Зоя в „Цар Калоян“ от Панчо Владигеров, Инес в „Почивка в Арко Ирис“ от Александър Йосифов, и Циганката в „Янините девет братя“ от Любомир Пипков. Има редица участия в Метрополитън опера в Ню Йорк, миланската Ла Скала, Арена ди Верона и много други.
Стефка Минева е почетен гражданин на Стара Загора с решение на Общинския съвет от 1 октомври 1999 г.